# Basket Jesi Academy
La Basket Jesi Academy, nota anche come General Contractor Jesi per motivi di sponsorizzazione, è la principale società di pallacanestro maschile di Jesi (Ancona).
La società nasce nel 2022 dopo aver acquisito il titolo sportivo dell'Aurora Basket Jesi, ovvero la storica e principale squadra cittadina.

## Storia

### Fondazione e campionati regionali
La storia dell'Aurora Basket Jesi inizia nel 1965 quando Carlo Barchiesi, Primo Novelli e Giannetto Sabbatini Rossetti decidono di creare una nuova società di pallacanestro dopo lo scioglimento della Springoil, che aveva sfiorato l'accesso alla Serie A in passato; con la benedizione del parroco Roberto Vigo, la polisportiva Aurora Jesi accoglie nelle sue file il basket.
Il primo campionato nel 1965-66 vede l'Aurora nella Prima Divisione Regionale; la società cresce sia economicamente che in campo ottenendo la promozione in Serie D al termine della stagione 1973/1974.

### I primi campionati nazionali ed un nuovo palazzetto
Con l'accesso ai campionati nazionali si rende necessario abbandonare il palazzetto della scherma dove la società aveva disputato le sue partite fino ad allora e di conseguenza l'Aurora costruisce la palestra di San Sebastiano (oggi intitolata alla memoria di Primo Novelli) nell'omonimo quartiere; la continua crescita porta in dote all'Aurora la C2 e un crescente interesse della città nei suoi confronti.
La C1 viene sfiorata nel 1981-82 quando solo una sconfitta nello spareggio contro Barcellona Pozzo di Gotto impedisce agli jesini di salire di categoria; ma è solo un rinvio alla stagione 1983-84 quando l'Aurora batte Matelica ottenendo la promozione, subito vanificata l'anno successivo con quella la prima retrocessione della storia della squadra.
Segue una nuova stagione difficile e la società appare ad un passo dalla chiusura ma alla fine la dirigenza decide di continuare l'avventura, con la squadra che ottiene il ritorno in Serie C nel 1989-90; nel 1992 si abbandona il campo di San Sebastiano per andare al nuovo PalaTriccoli.

### L'era Sicc e la grande scalata
Dopo 2 anni tranquilli, nel 1992-93 la Sicc Cucine si lega alla società come main sponsor e il titolare Alfiero Latini dichiara apertamente di volere portare la squadra in campionati ben più importanti.
Alla guida della squadra viene chiamato un giovane coach emergente, Alessio Baldinelli mentre i colori societari cambiano per via della sponsorizzazione al gialloverde; ci vogliono 2 anni di assestamento, poi nel 1994-95 l'Aurora ottiene la promozione in B2, a cui subito fa seguire il salto in B1.
L'apoteosi avviene nella stagione 1996-97 quando la Sicc sconfigge in finale play-off Bergamo guidata da Carlo Recalcati per 77-71 in trasferta e per 73-71 in casa davanti a 4.000 spettatori entusiasti, completando così uno straordinario triplo salto e approdando in Serie A2.

### Primi anni in seconda serie

L'ex NBA Walter Berry nel 2000-01

I gialloverdi si calano bene nel professionismo disputando due campionati che si concludono con altrettante partecipazioni ai playoff; nel 1999-2000 a fine girone di andata la Sicc è prima in classifica e partecipa addirittura alla Final Eight di Coppa Italia con i migliori club di A1, ma poi la squadra cala e conclude la stagione perdendo alla finale playoff contro Avellino.
Nelle due stagioni successive la promozione in massima serie sfuma sempre ai playoff contro Napoli e Teramo, entrambe le serie perse alla decisiva gara-5 dei playoff. Durante questi anni fanno parte della rosa che calza il parquet jesino tanti giocatori che avranno ottimo avvenire o che in passato hanno militato ad alti livelli come Mario Gigena, Claudio Pol Bodetto, Simone Flamini, Peter Ezugwu, Alexander Lokhmanchuk, Massimo Guerra, Maximiliano Stanic e Raymond Tutt.

### Il grande salto

Rocca, Singleton e Rossini dopo la promozione del 28 maggio 2004

Gli sforzi della dirigenza leoncella vengono ripagati nel 2003-04: il campionato vede un lungo duello con Reggio Emilia per la vetta della classifica, ma alla fine sono gli emiliani ad avere la meglio. I gialloverdi vanno ai playoff e, superando Scafati prima e Montecatini poi, approdano alla finale promozione contro la FuturVirtus, squadra che raccoglie l'eredità della vecchia Virtus Bologna esclusa dalla Serie A l'anno precedente.
Dopo aver vinto due partite tiratissime al PalaTriccoli, l'Aurora, supportata da moltissimi tifosi giunti a Bologna, domina gara-3 e ottiene la tanto agognata promozione. Indimenticabile per tutti gli appassionati il roster di quella storica stagione: Brian Montonati, Juan Marcos Casini, Jamal Robinson, James Singleton, il capitano Alberto Rossini, Richard Mason Rocca, Brett Blizzard, Gordan Firić, Trent Whiting, Joel Salvi, DeSean Hadley, Guillermo Casini, Marco Toppi, Michele Cittadini e Lorenzo Pieralisi. In panchina l'emergente tecnico Luigi Gresta, coadiuvato dal vice Gianluca Petronio e l'assistente Massimiliano Milli.

### La Serie A
Il sogno diviene realtà, ma la grande festa per la promozione viene smorzata pochi mesi dopo quando inevitabilmente gran parte del roster della squadra viene smantellato: Rocca, Blizzard e Singleton sbarcano in piazze più grandi ed in lotta per lo scudetto, Whiting e Firić finiscono in Germania, Salvi e Robinson restano in LegaDue in cerca di nuovi campionati di vertice. Si rende necessario dunque cambiare quasi tutto il roster ed arrivano tra gli altri Rodolfo Rombaldoni, Cory Violette, Mario Boni, Goran Jurak e torna in squadra anche Raymond Tutt.
Il debutto in massima serie è l'anticipo della prima giornata contro Milano, alla prima gara con il nuovo sponsor Armani Jeans. È un debutto da incubo con i gialloverdi che mettono a segno appena 2 punti nei primi 7 minuti e si ritrovano subito sotto di 20 punti alla fine del primo quarto. Finirà 73-94 con l'ex di turno Singleton autentico mattatore per le scarpette rosse.
Dopo l'avvio stentato, la squadra lotta per la salvezza; ad inizio girone di ritorno Gresta viene esonerato per fare posto a Slobodan Subotić, assistito da Massimiliano Milli e Gianluca Petronio e per un certo periodo di tempo la salvezza sembra alla portata con i sorpassi su Reggio Calabria e Biella, ma la squadra retrocede pur ottenendo 11 vittorie.
Nella stagione successiva l'Aurora prova la risalita, ma una mesta sconfitta ai quarti di play-off contro Ferrara spezza i sogni di ritorno immediato in massima serie. Durante la decisiva gara-3 un infarto coglie Alfiero Latini a metà partita allontanandolo dalla squadra.

### L'era Fileni

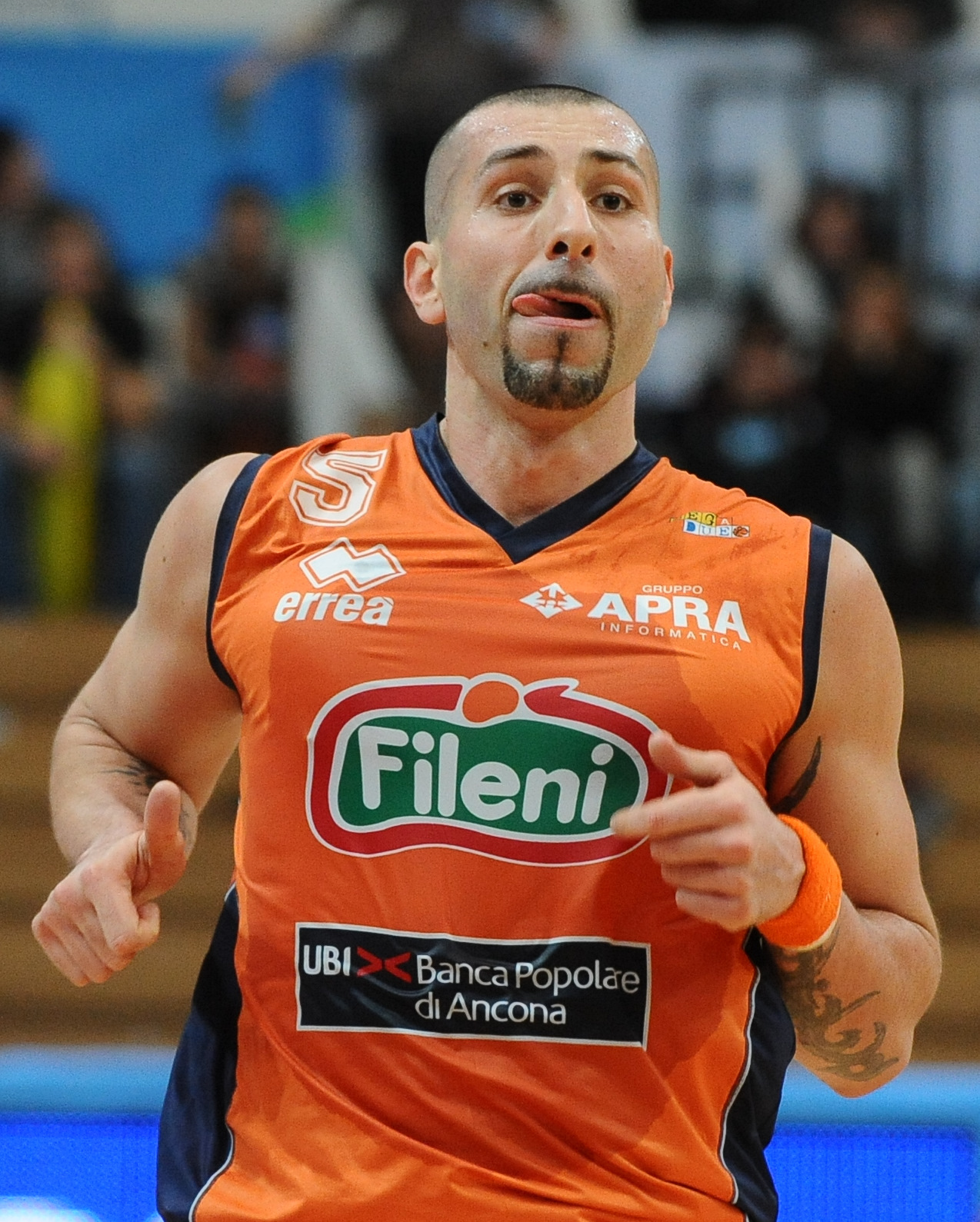
Michele Maggioli, pivot aurorino per numerosi anni.

L'estate 2006 è la più difficile per la squadra priva del suo main sponsor e l'iscrizione al campionato di LegaDue arriva grazie alla Fileni, una delle più importanti aziende operanti nel settore delle carni avicole. La società torna agli originari colori arancioblu e centra subito i play-off venendo poi sconfitta in semifinale.
Nella stagione 2007-08 la squadra giunge fino alla finale playoff dove perde contro Caserta per 3-1 e arriva la vittoria della Coppa Italia di Legadue a spese di Ferrara con coach Andrea Capobianco, vice allenatore Luca Ciaboco ed assistente allenatore Massimiliano Milli.
Nel 2008-09 la squadra viene eliminata dai playoff dalla futura vincitrice Sassari e nel 2009-10 la squadra giunge penultima ma non retrocede causa fallimento del Napoli e conseguente ripescaggio.
Le stagioni 2010-11 e 2011-12 vedono la squadra non centrare i playoff all'ultima giornata mentre nel 2012-13 arriva una tranquilla salvezza.
Anche nella stagione 2013-14 e in quella successiva a squadra lotta per non retrocedere mantenendo la categoria.

### La fine
A fine stagione 2014-15 i due main sponsor decidono di non finanziare più la prima squadra, limitandosi ad un impegno nel settore giovanile. Inizia così una nuova era per l'Aurora che, in seguito alla riforma dei campionati, nella stagione 2015-16 viene inserita nel girone Est della Serie A2.
Il 2 febbraio viene trovato l'accordo con il nuovo sponsor Betulline. Stavolta la sofferenza è maggiore tanto che la squadra finisce ai playout dove al termine di una serie di 5 gare batte Omegna conquistando così la salvezza che consente alla squadra jesina di poter giocare l'anno successivo il suo ventesimo torneo consecutivo nelle due massime serie del basket italiano.
La stagione successiva è molto positiva con la squadra che ottiene la salvezza con diverse giornate d'anticipo. Il 10 gennaio 2017 la società marchigiana consolida la partnership con l'azienda locale Termoforgia, che diventa così lo sponsor di maglia..
Per la stagione 2017-2018 gli arancio blu partono con l'obiettivo della salvezza, ma invece la squadra riesce a tornare ai playoff promozione dopo quasi un decennio di assenza.
La stagione 2018-2019 al contrario si rivela una delle più difficili: all'ultima giornata l'Aurora è sconfitta in casa da Mantova e a causa dei risultati sfavorevoli degli altri campi conclude il campionato all'ultimo posto retrocedendo dalla Serie A dopo 22 anni.
Nonostante il difficile periodo economico, nell'estate 2020 viene ratificato l'accordo per avere un nuovo main sponsor: la ditta locale Circle Project appone il suo marchio The Supporter. Nella stagione 2020-21 la squadra conquista l'ultimo posto disponibile per i playoff, venendo eliminata al primo turno dalla Real Sebastiani Rieti in 4 gare.
La stagione 2021-22 è più tormentata con la squadra che staziona nelle parti bassa della graduatoria. A dicembre viene ratificato l'accordo con un nuovo main sponsor, il marchio General Contractor.. La permanenza in terza serie arriva solamente ai play-out battendo Civitanova Marche. A sorpresa però, durante l'estate, l'Aurora non viene iscritta al campionato di Serie B e scompare dalla cartina cestistica italiana, rimanendo attiva solamente con il settore giovanile.

### Il progetto Basket Jesi Academy
Il 19 luglio 2022, con una nota stampa sul proprio sito, l'Aurora Basket Jesi comunica di aver ceduto il proprio titolo sportivo alla neonata Basket Jesi Academy, società di cui i tifosi vengono a conoscenza solamente tramite il comunicato ufficiale di iscrizione al campionato emesso dalla LNP, avvenuta qualche giorno prima dell'ufficialità della società stessa.
Con atto del 28 giugno 2022 la Basket Jesi Academy si è iscritta nel registro imprese delle Marche con il 70% del capitale sociale di proprietà della Primecom con sede in Chieti il cui amministratore unico è Massimiliano Del Conte, già noto al mondo del basket per aver lavorato a lungo nella società Chieti Basket 1974 ed con il 30% a Daniele Cacciafava titolare della General Contractor, già sponsor della squadra.
Amministratore unico della Basket Jesi Academy sarà Andrea Villani, anche lui già nel mondo del basket per aver lavorato nella società teatina e comunque collaboratore di Massimiliano Del Conte.
Primo coach della nuova società Marcello Ghizzinardi, che fa ritorno sulla panchina jesina dopo la stagione 2020-21. La squadra partecipa al campionato di Serie B (pallacanestro maschile), concludendo la stagione al 5º posto e vincendo la serie per l'accesso nella B d'eccellenza contro Matelica (3-1). 
Alla seconda stagione, dopo un grande girone di ritorno (11 vittorie consecutive), la squadra di Coach Ghizzinardi chiude la regular season al 3º posto e arriva in semifinale Playoff, dove viene sconfitta da Livorno (0-3) che verrà promossa in A2. 

## Palmarès
- Coppa Italia di Legadue: 1

2008

## Maglie ritirate
L'Aurora Basket Jesi ha ritirato la maglia numero 5 indossata da Michele Maggioli e la numero 9 indossata da Alberto Rossini.

### Staff tecnico
- Allenatore: Marcello Ghizzinardi
- Assistente Allenatore: Gabriele Gibertoni
- Secondo assistente: Gabriele Sampaolesi
- Preparatore atletico: Andrea Melon

### Staff dirigenziale
- Presidente onorario: Carlo Barchiesi
- Amministratore Unico: Andrea Villani
- General Manager: Matteo Malaventura
- Team manager: Diego Zizzi
- Segreteria sportiva e amministrazione: Emanuela Coacci
- Responsabile Comunicazione, Ufficio Stampa e Relazioni Esterne: Paolo Rosati
- Social media manager: Nicolò Pierandrei
- Video editor: Jacopo Brunori
- Fotografo: Augusto Giglietti
- Responsabile Settore Giovanile: Gianluca Pizi

### Staff sanitario e logistico
- Medico sociale: Pompeo D'Ambrosio
- Ortopedico: Sergio Carloni
- Fisioterapista: Paolo Carniani
- Massofisioterapista: Luca Varani
- Medico: Giovanni Rocchetti
- Medico: Fausto Bandini
- Medico: Giorgio Senesi
- Medico: Giancarlo Passarini
- Speaker: Graziano Fabrizi
- Addetto alla logistica: Marco Giglietti

## Allenatori
- 1994-1995 - Alessio Baldinelli
- 1995-1996 - Alessio Baldinelli
- 1996-1997 - Alessio Baldinelli
- 1997-1998 - Alessio Baldinelli (esonerato), Massimo Mangano
- 1998-1999 - Massimo Mangano (esonerato), Andrea Zanchi
- 1999-2000 - Andrea Zanchi (esonerato), Luca Ciaboco (traghettatore), Giovanni Gebbia
- 2000-2001 - Andrea Mazzon
- 2001-2002 - Andrea Mazzon (esonerato), Andrea Zanchi
- 2002-2003 - Andrea Zanchi
- 2003-2004 - Luigi Gresta
- 2004-2005 - Luigi Gresta (esonerato), Slobodan Subotić
- 2005-2006 - Luca Banchi
- 2006-2007 - Slobodan Subotić (esonerato), Andrea Capobianco
- 2007-2008 - Andrea Capobianco
- 2008-2009 - Andrea Zanchi (esonerato), Luca Ciaboco
- 2009-2010 - Stefano Vanoncini (esonerato), Maurizio Bartocci
- 2010-2011 - Stefano Cioppi
- 2011-2012 - Stefano Cioppi
- 2012-2013 - Stefano Cioppi (esonerato), Andrea Pecchia
- 2013-2014 - Piero Coen
- 2014-2015 - Maurizio Lasi
- 2015-2016 - Maurizio Lasi (esonerato), Damiano Cagnazzo
- 2016-2017 - Damiano Cagnazzo
- 2017-2018 - Damiano Cagnazzo
- 2018-2019 - Damiano Cagnazzo
- 2019-2020 - Alessandro Valli (esonerato), Marcello Ghizzinardi
- 2020-2021 - Marcello Ghizzinardi
- 2021-2022 - Massimo Meneguzzo (esonerato), Francesco Francioni
- 2022-2023 - Marcello Ghizzinardi
- 2023-2024 - Marcello Ghizzinardi
- 2024-2025 - Marcello Ghizzinardi

## Sponsor
- 1992-2006 - Sicc, Banca Popolare di Ancona
- 2006-2015 - Fileni, Banca Popolare di Ancona
- 2015-2016 - Betulline
- 2016-2019 - Termoforgia
- 2019-2020 - nessuno
- 2020-2021 - The Supporter
- 2021-...      - General Contractor